# Meladia
Meladia, auch Meladeia, (griechisch Μελάδεια, türkisch Malatya) ist eine Gemeinde im Bezirk Paphos in der Republik Zypern. Bei der Volkszählung im Jahr 2021 hatte sie 19 Einwohner.

## Name
Laut Nearchos Cleridis ist der Dorfname antiken Ursprungs und wurde aus Kleinasien nach Zypern gebracht, wo es in der Antike eine Stadt namens Melania gab. Simos Menardos weist darauf hin, dass Orte Melanos und Melanoi genannt wurden, an denen der Boden eine dunkelbraune Farbe hat. Nach einem anderen Vorschlag (von Peristianis) behält das Dorf den antiken Namen Melanthos, eine zypriotische Stadt oder ein zypriotisches Dorf, von wo „Melanthios“, ein Kultname des Gottes Apollon im alten Zypern, in Inschriften aus Amargeti bezeugt wird.
Jack C. Goodwin behauptet, dass Meladia im zypriotischen Griechisch „Tinte“ bedeutet. 1958 nahmen Zyperntürken den alternativen Namen Malatya an, nach einer Stadt in der Türkei.

## Lage und Umgebung

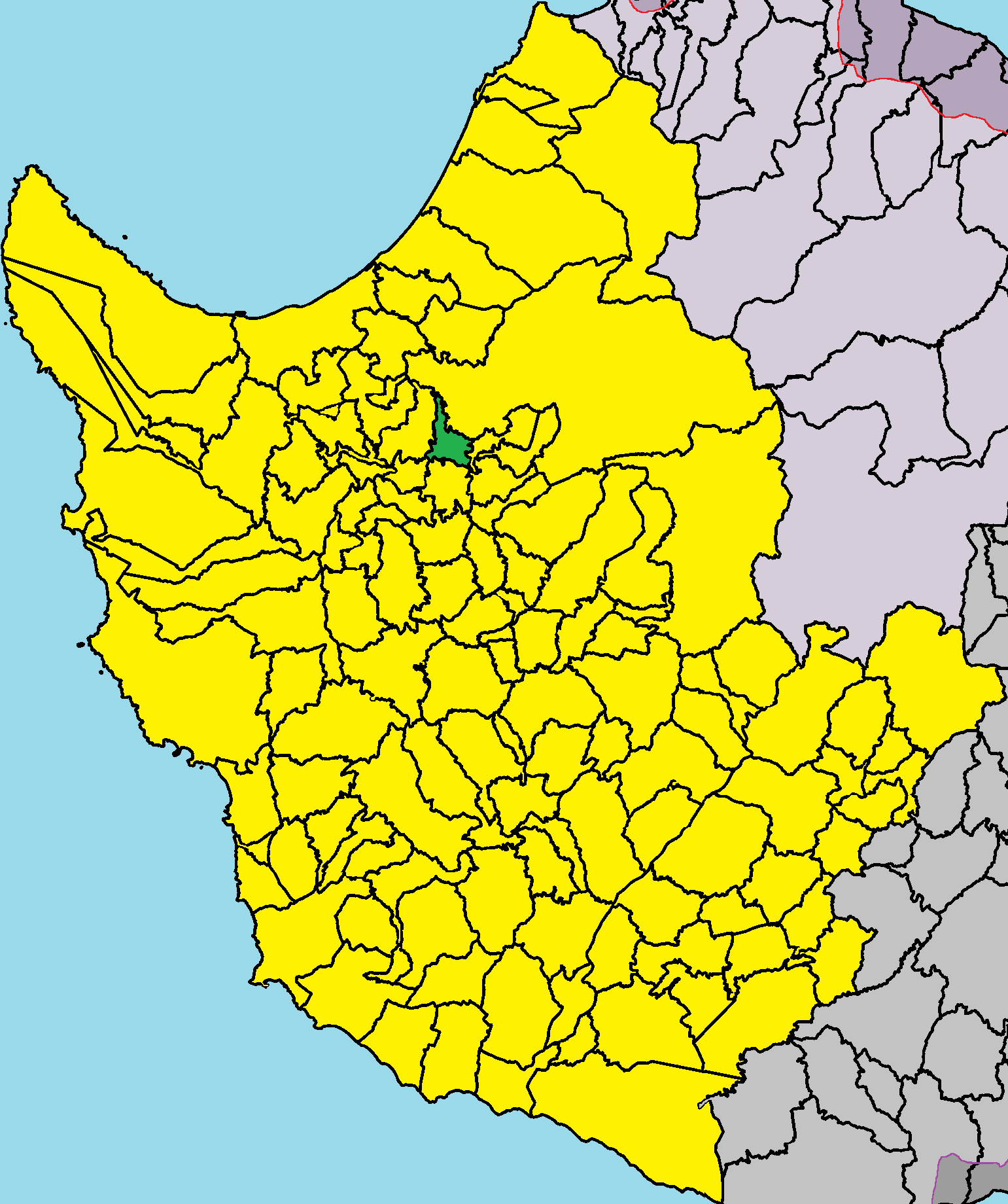
Lage im Bezirk Paphos

Meladia liegt im Westen der Mittelmeerinsel Zypern auf einer Höhe von etwa 240 Metern, etwa 40 Kilometer nordöstlich von Paphos. Das 3,40399 Quadratkilometer große Dorf grenzt im Norden an Lysos, im Osten an Melandra, im Südosten an Kios, im Süden an Filousa Chrysochous, im Südwesten an Trimithousa und im Westen an Peristerona.
Die durchschnittliche jährliche Niederschlagsmenge beträgt rund 610 Millimeter. In der Umgebung werden hauptsächlich Getreide und legale Nutzpflanzen angebaut. Geologisch betrachtet wird das Gemeindegebiet von den Ablagerungen der Kannavio-Formation (Bentonite und Sandsteine) und den kontinentalen Kalksteinen der Koronia-Formation dominiert, während in dem nördlichsten Gebiet auch Laven vorkommen.

## Geschichte
Das gleichnamige Dorf existierte seit dem Mittelalter. Louis de Mas Latrie erwähnt das Dorf als Melatia und listet es als königliches Gut während der Frankenzeit auf. Daher dürfte es sich um eines der sogenannten „Staatsdörfer“ der venezianischen Zeit gehandelt haben, die nach der Eroberung Zyperns 1570–1571 von den Türken erobert und daraufhin türkischisiert wurden.
In der Nähe von Meladia befindet sich eine archäologische Stätte aus der Prähistorie, die früher ausgegraben wurde. Aus dieser Gegend stammen verschiedene antike Gegenstände wie Gefäße und Werkzeuge und auch einige alte Felsengräber.

### Bevölkerungsentwicklung
Nachdem die Zyperntürken 1974 ihre Waffen den zyperngriechischen Streitkräften übergeben hatten, wurde das Dorf nicht angegriffen. Die meisten Bewohner flohen jedoch anschließend durch die Berge nach Nordzypern. Die restlichen Bewohner wurden am 5. September 1975 unter UNFICYP-Eskorte nach Nordzypern evakuiert. Danach wurde es von Zyperngriechen aus dem Norden bewohnt.
Die folgende Tabelle zeigt die Bevölkerung des Dorfes, wie sie in den in Zypern durchgeführten Volkszählungen erfasst wurde.
| Jahr      | 1881 | 1891 | 1901 | 1911 | 1921 | 1931 | 1946 | 1960 | 1976 | 1982 | 1992 | 2001 | 2011 | 2021 |
| Einwohner | 150  | 177  | 158  | 167  | 192  | 163  | 166  | 134  | 22   | 9    | 8    | 19   | 17   | 19   |